# Río Colorado (Río Negro)
Río Colorado est une ville d'Argentine, chef-lieu du département de Pichi Mahuida, en province de Río Negro.

## Localisation
La ville est située dans le nord-est de la Patagonie argentine, sur la rive sud du fleuve Colorado, à 857 km de Buenos Aires sur la route nationale 22 et 807 km par le route 51.

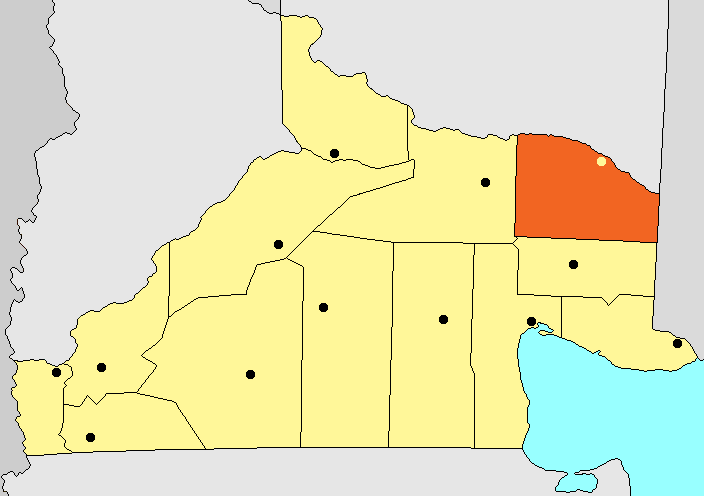
Département de Pichi Mahuida dans la province de Río Negro (Argentine)

## Toponymie
La ville doit son nom au fleuve homonyme sur la rive droite duquel elle est établie.

## Population
La ville comptait 11 314 habitants en 2001, ce qui représentait une hausse de 9,5 % par rapport aux 10 330 habitants de 1991.[réf. nécessaire]
Avec la ville voisine de La Adela de la province de La Pampa, qui se trouve sur l'autre rive du fleuve, Río Colorado forme une agglomération appelée Río Colorado - La Adela. En 2010 , sa population atteignait environ 18 000 habitants.[réf. nécessaire]

## Histoire
Le premier établissement de colons sur les vieilles terres indiennes se produisit à la fin du XIXe siècle à l'endroit appelé Buena Parada,[réf. nécessaire] à environ 3 km au sud-est du bourg.
La ville est sur la ligne ferroviaire Neuquén – Bahía Blanca inaugurée en 1897. Une gare fut créée sur les terres les plus élevées par rapport au fleuve, qui prit le nom de Río Colorado. Par décret du 29 mars 1901, signé par le président Julio Argentino Roca, on déclara officiellement Buena Parada comme localité, et Río Colorado comme station de chemin de fer.[réf. nécessaire]
En janvier 1915, à la suite de l'effondrement du barrage naturel du lac andin Cari Lauquen, et à l'inondation catastrophique qui en résulta, la majorité des édifices de Buena Parada furent balayés, ce qui occasionna le transfert des autorités vers les terrains adjacents à la station ferroviaire, c'est-à-dire vers la localité de Río Colorado. Celle-ci devint de ce fait chef-lieu du département.[réf. nécessaire]